# Literaturjahr 1529
Liste der Literaturjahre

◄◄ | ◄ | 1525 | 1526 | 1527 | 1528 | Literaturjahr 1529 | 1533 | ►

Weitere Ereignisse
Dieser Artikel behandelt das Literaturjahr 1529.

## Ereignisse

### Literarische Werke und Schriften
- 21. Dezember: Hans Sachs veröffentlicht sein Gedicht Historia der türkischen Belagerung der Stadt Wien.
- Anonymus – Solomon and Marcolphus[1], England (Erscheinungsjahr unsicher)

### Religiöse Werke und Schriften
- April: Georg Rhau druckt die von Martin Luther verfasste Lehrschrift Deutscher Katechismus, nachdem einzelne Teile bereits ab Januar als Tafeldrucke erschienen sind und später als Der Kleine Katechismus veröffentlicht werden.
- 4. Oktober: Im Rahmen des Marburger Religionsgesprächs entstehen die Marburger Artikel. Im evangelischen Abendmahlsstreit kommt es darin jedoch zu keiner Verständigung zwischen Martin Luther und Ulrich Zwingli.
- 16. Oktober: In Schwabach beginnt ein Konvent, bei dem am 19. Oktober die von Philipp Melanchthon und Martin Luther konzipierten Schwabacher Artikel den Oberdeutschen Städten als Bundesbedingungen vorgelegt werden. Diese verweigern die Unterschrift. Die Schwabacher Artikel werden eine der Grundlagen für die Confessio Augustana.
- Johannes Cochläus, ein erbitterter Gegner Martin Luthers, veröffentlicht seine Schrift Sieben Köpffe Martini Luthers.
- Simon Fish verfasst im Jahr 1528 mit A Supplicacyon for the Beggers einen wilden Angriff gegen die Geistlichkeit, der 1529 gedruckt wird. Fish wendet sich darin an Heinrich VIII. und fordert unter anderem die Enteignung der Klöster. Das Werk findet eine schnelle Verbreitung und wird von Thomas Morus erwidert.
- Martin Luther veröffentlicht vor der Belagerung Wiens seine erste „Türkenschrift“ Vom Kriege wider die Türken. Darin erläutert er, dass der Papst den Türkenkrieg bisher nur als Vorwand zum Kassieren von Ablassgeldern benutzt habe. Die Misserfolge in der Abwehr der osmanischen Expansion erklärt er mit seiner Zwei-Reiche-Lehre, die die strikte Trennung von geistlichen und weltlichen Zuständigkeiten fordert.
- Martin Luther übersetzt mit Herr Gott, Dich loben wir das Te Deum ins Deutsche und vereinfacht die überlieferte gregorianische Melodie.
- Justus Menius verfasst die Oeconomia christiana mit einer dreizehnseitigen Vorrede von Martin Luther.
- Thomas Morus antwortet mit seiner Schrift A Supplication of Souls auf die Simon Fishs A Supplicacyon for the Beggers.
- Peter Schöffer der Jüngere kombiniert die bereits publizierten Teile der Zürcher Bibel, die Übersetzung des Neuen Testaments durch Martin Luther von 1522 und die Prophetentexte des Alten Testamentes nach den bereits zwei Jahre zuvor gedruckten Wormser Propheten von Ludwig Hätzer und Hans Denck und druckt damit die Wormser Bibel, die erste deutschsprachige protestantische Vollbibel.

### Wissenschaftliche Werke und Schriften

#### Geschichte
- Peter Stern von Labach verfasst eine präzise Chronik über die Verteidigung der Stadt Wien während der ersten Belagerung im September und Oktober 1529 durch die Türken. Am 14. Oktober wird die Belagerung nach gescheitertem Hauptangriff abgebrochen, und bereits am 12. November veröffentlicht Hieronymus Vietor, der damals bedeutendste Wiener Drucker, Stern von Labachs Augenzeugenbericht. Dieser bildet unter anderem die Basis eines langen Gedichtes von Hans Sachs vom 21. Dezember 1529.

#### Mathematik
- Johannes Vögelin publiziert das Mathematik-Lehrbuch Elementale geometricum ex Euclidis Geometria.

#### Medizin
- Euricius Cordus bringt über die Krankheit Englischer Schweiß den ersten medizinischen Druck in der Geschichte der Universität Marburg heraus, sein Regiment wider den Englischen Schweiß.
- Paracelsus beginnt mit der Arbeit an seinem Buch Paragranum.

#### Musik
- Martin Agricola veröffentlicht das Buch Musica instrumentalis deudsch. Das Buch ragt als Forschungsarbeit über Musikinstrumente und eines der wichtigsten Werke der frühen Orgelkunde aus Agricolas Werk heraus.

#### Recht
- Gregor Haloander, der 1527 aus Italien nach Deutschland zurückkehrte, betreut die Drucklegung der von ihm hergestellten Rezension des Digestentextes (littera Haloandrina), die unter dem Titel Digestorum seu Pandectarum libri quinquaginta 1529 in Nürnberg in drei Bänden erscheint.

### Weitere neue Werke und Schriften
- Henry Cornelius Agrippa verfasst in Dole seine Declamatio de nobilitate et praecellentia foeminei sexus (dt. Von Adel und Vorrang des weiblichen Geschlechts), die in Antwerpen gedruckt wird. Themen sind historische Leistungen von Frauen, Erziehungskritik und vieles mehr.
- Hans Luft – A Proper Dialogue Between A Gentleman and a Husbandman
- Geoffroy Tory veröffentlicht sein Werk Champfleury, in welchem er die Buchstaben des Alphabets mit den Proportionen des menschlichen Körpers in Verbindung bringt und neue typographische Druckbuchstaben entwickelt (Akzente, Apostroph, Cedille).
- Gian Giorgio Trissino
  - Il castellano
  - Le sei divisioni delle poetica

Titelseiten und Abbildungen literarischer, religiöser und wissenschaftlicher Werke des Jahres 1529
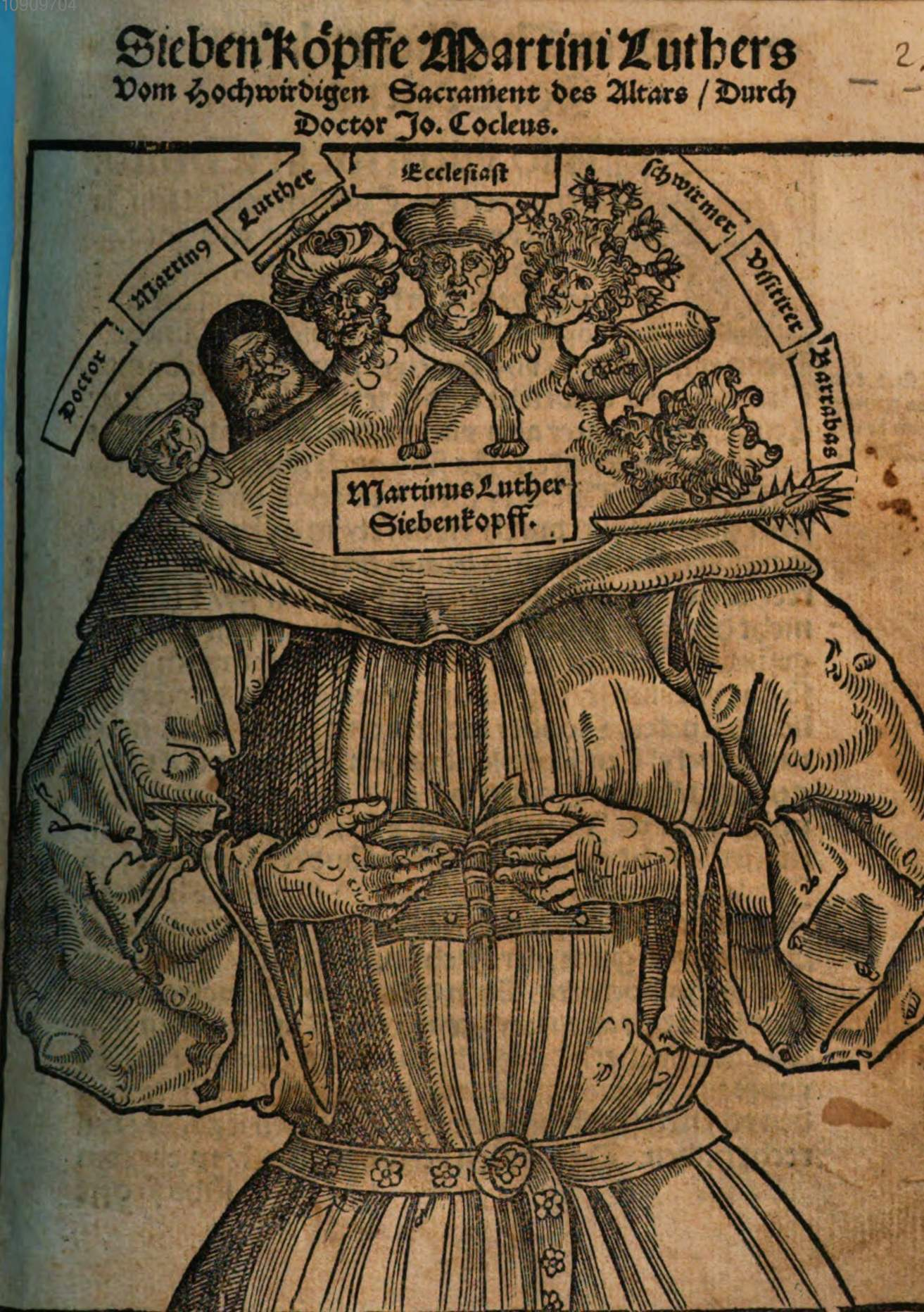
Johannes Cochläus – Sieben Köpffe Martini Luthers (1529)
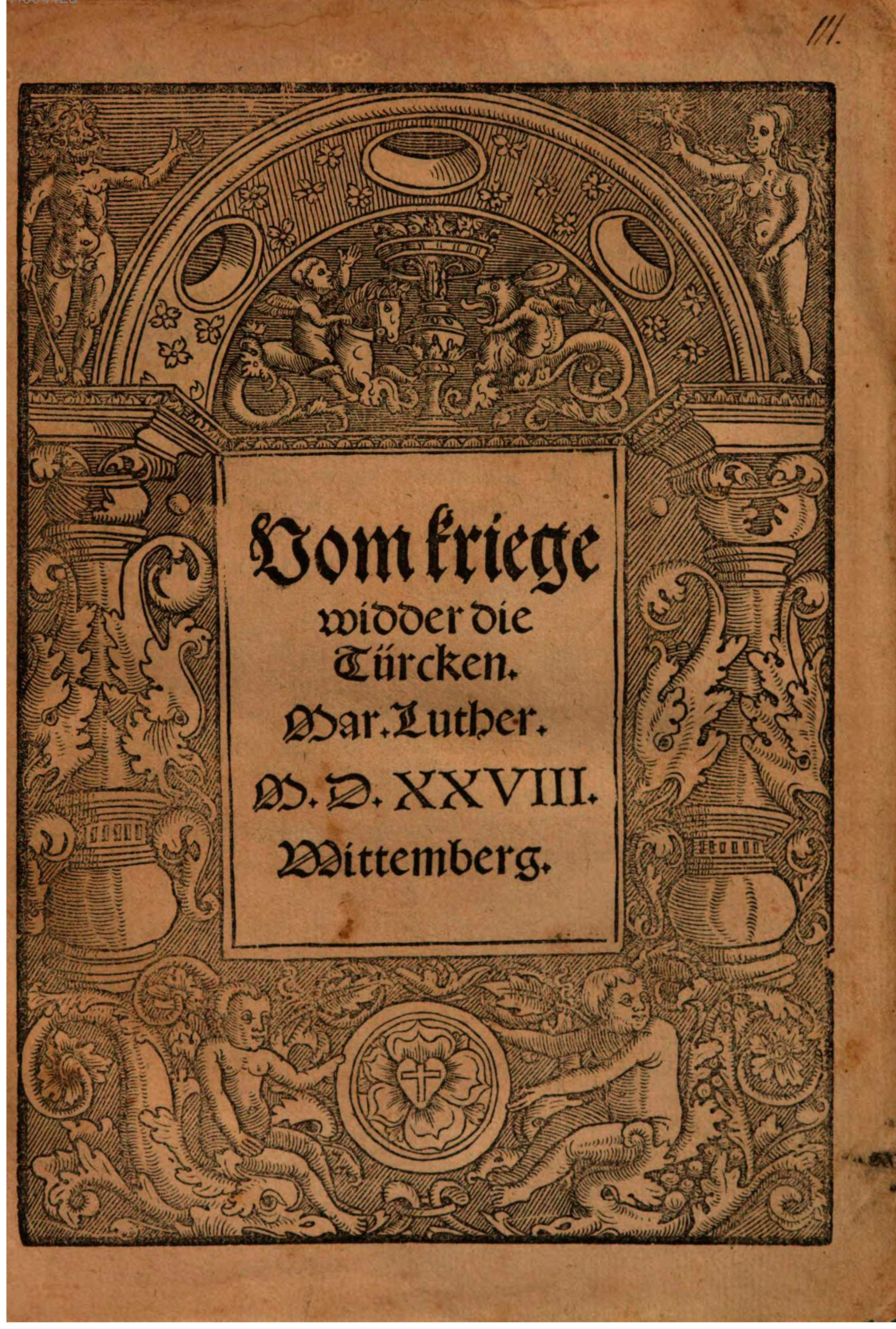
Martin Luther – Vom Kriege wider die Türken (1529)
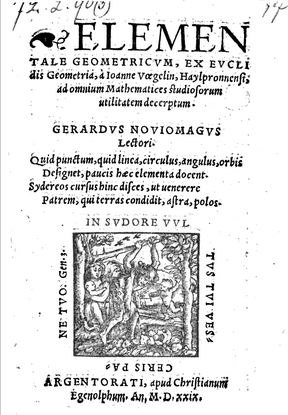
Johannes Vögelin – Elementale geometricum ex Euclidis Geometria (1529)
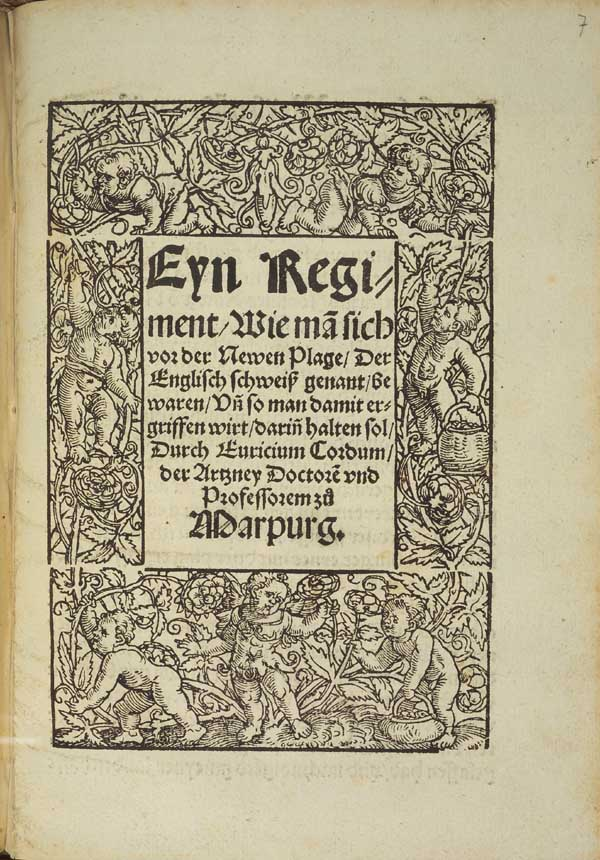
Euricius Cordus – Regiment wider den Englischen Schweiß (1529)
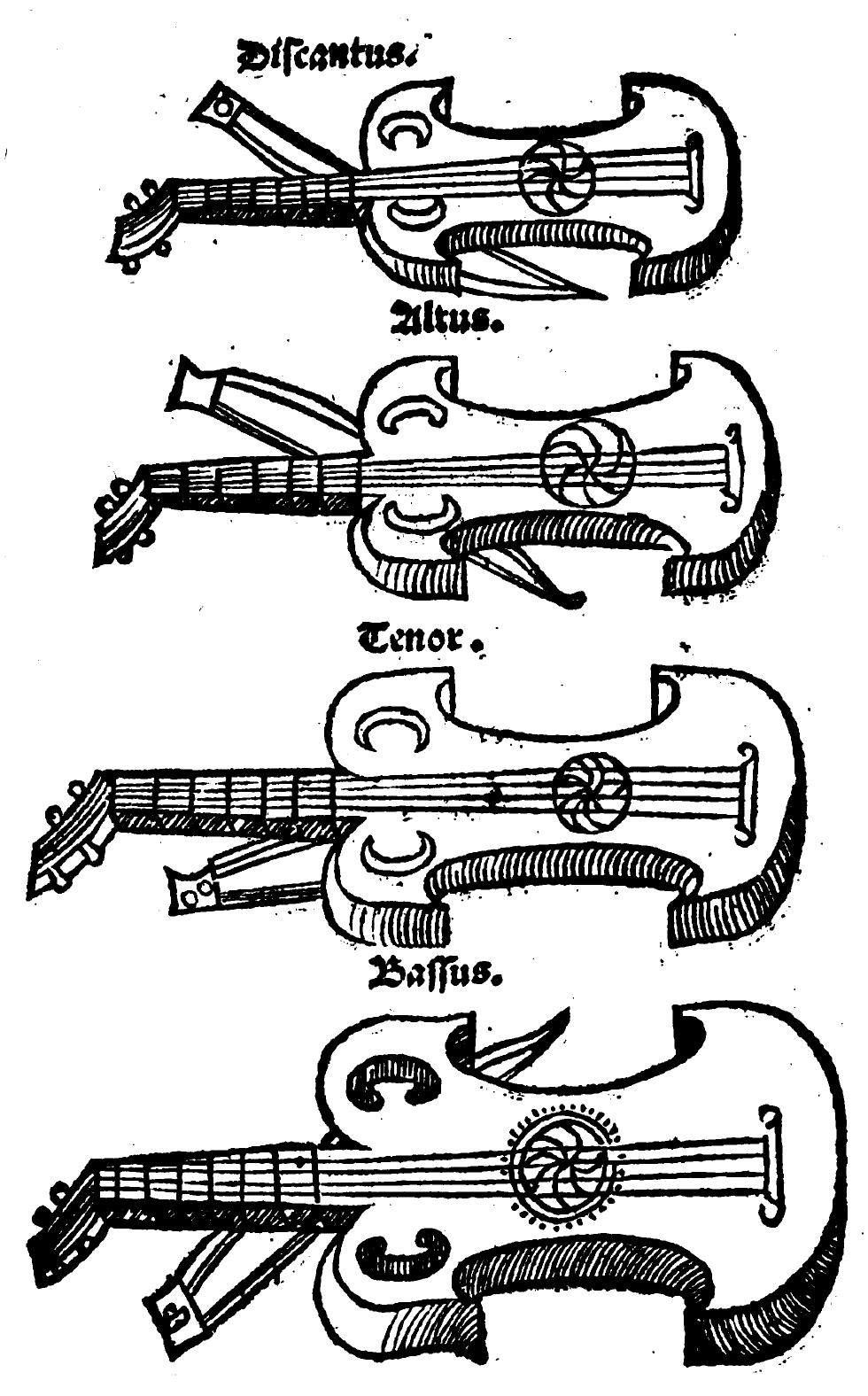
Martin Agricola – Abbildung aus Musica instrumentalis deudsch (1529)
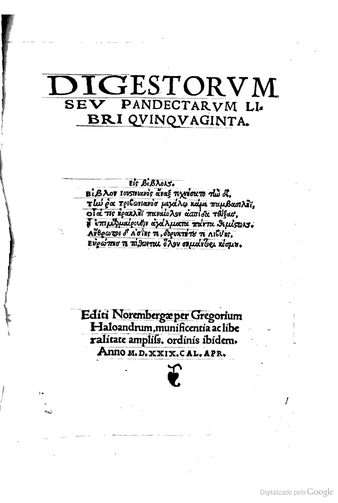
Gregor Haloander – Digestorum seu Pandectarum libri quinquaginta (1529)
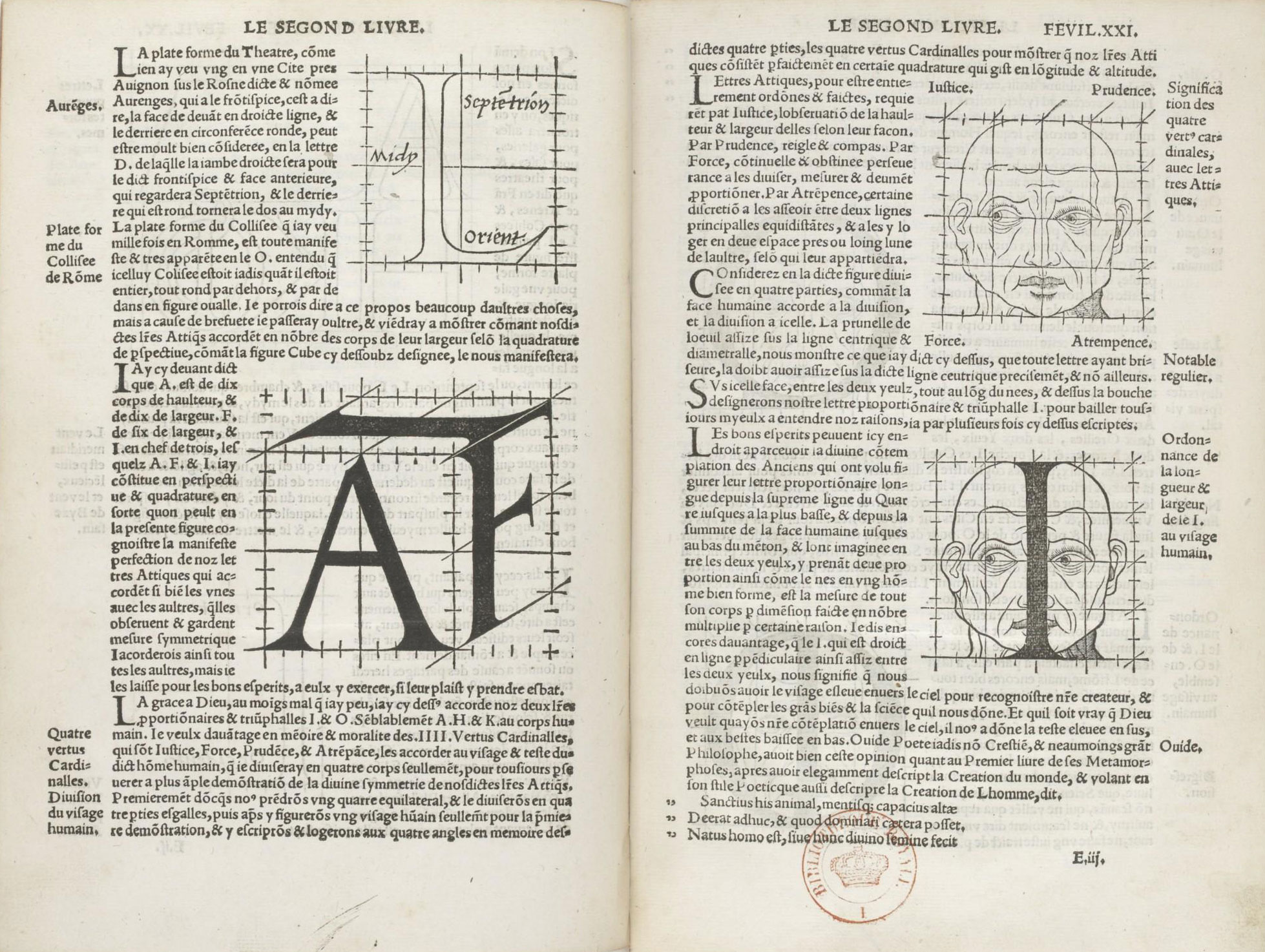
Geoffroy Tory – Abbildungen aus Champfleury (1529)
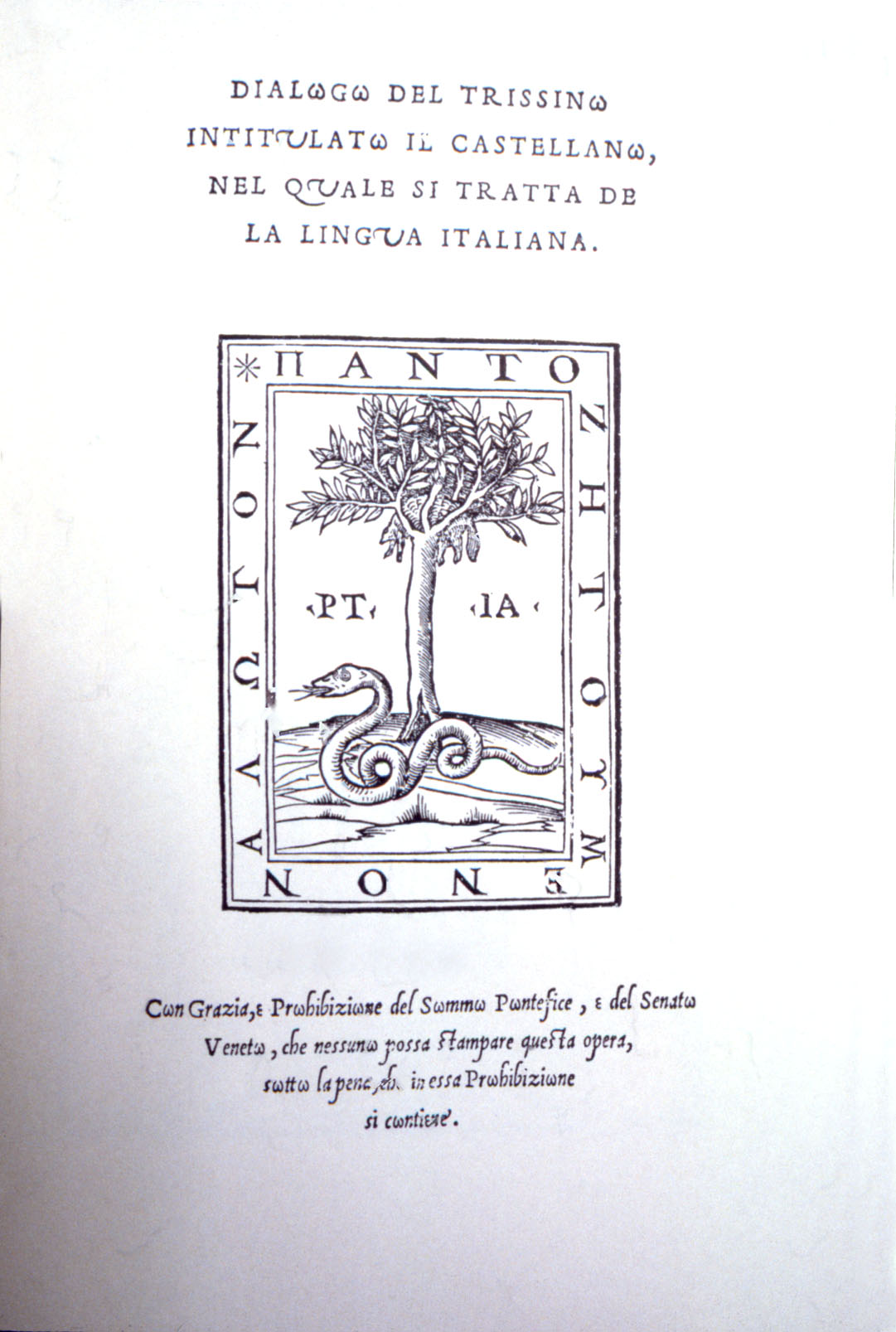
Gian Giorgio Trissino – Il castellano (1529)

## Geboren

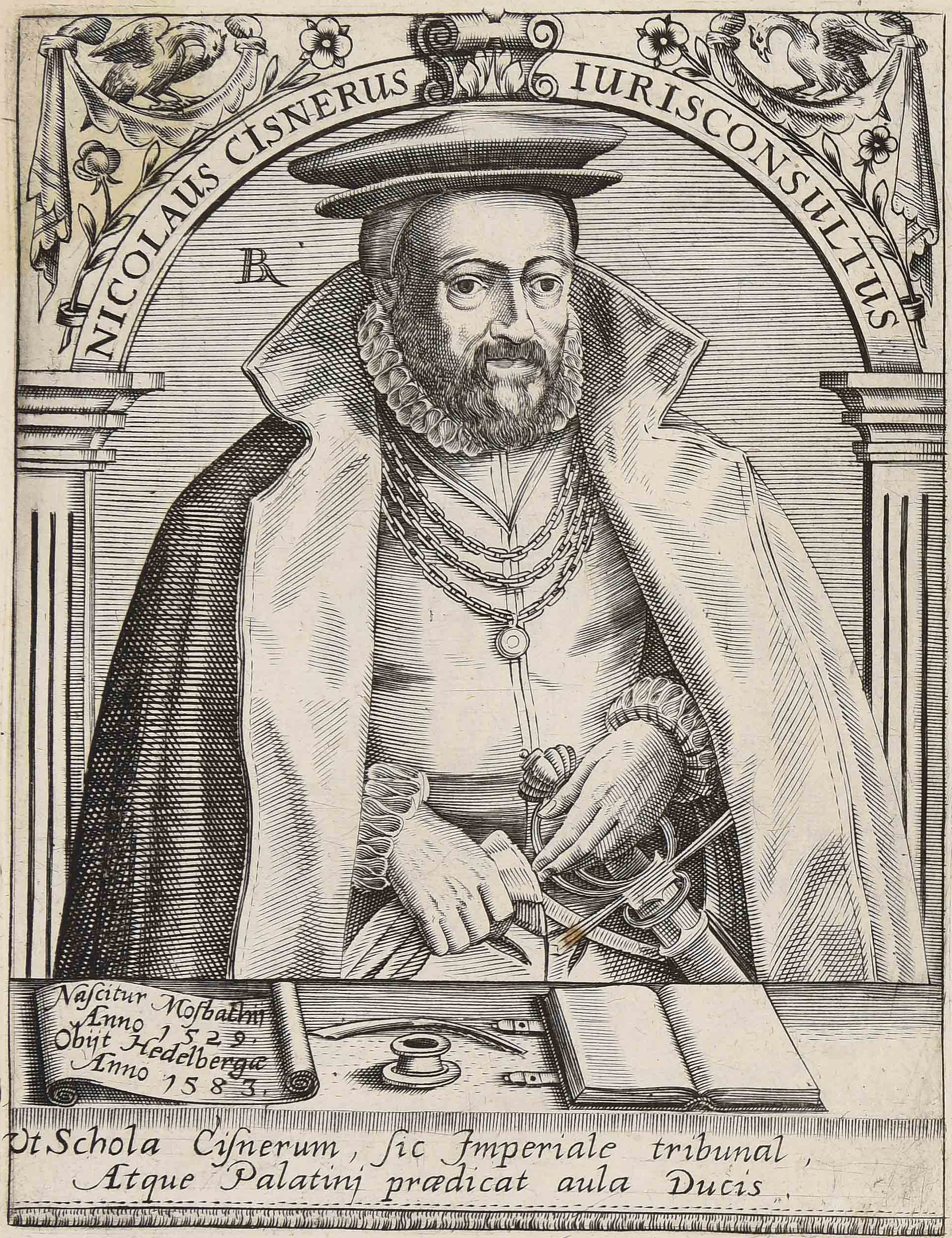
Nicolaus Kistner; * 24. März

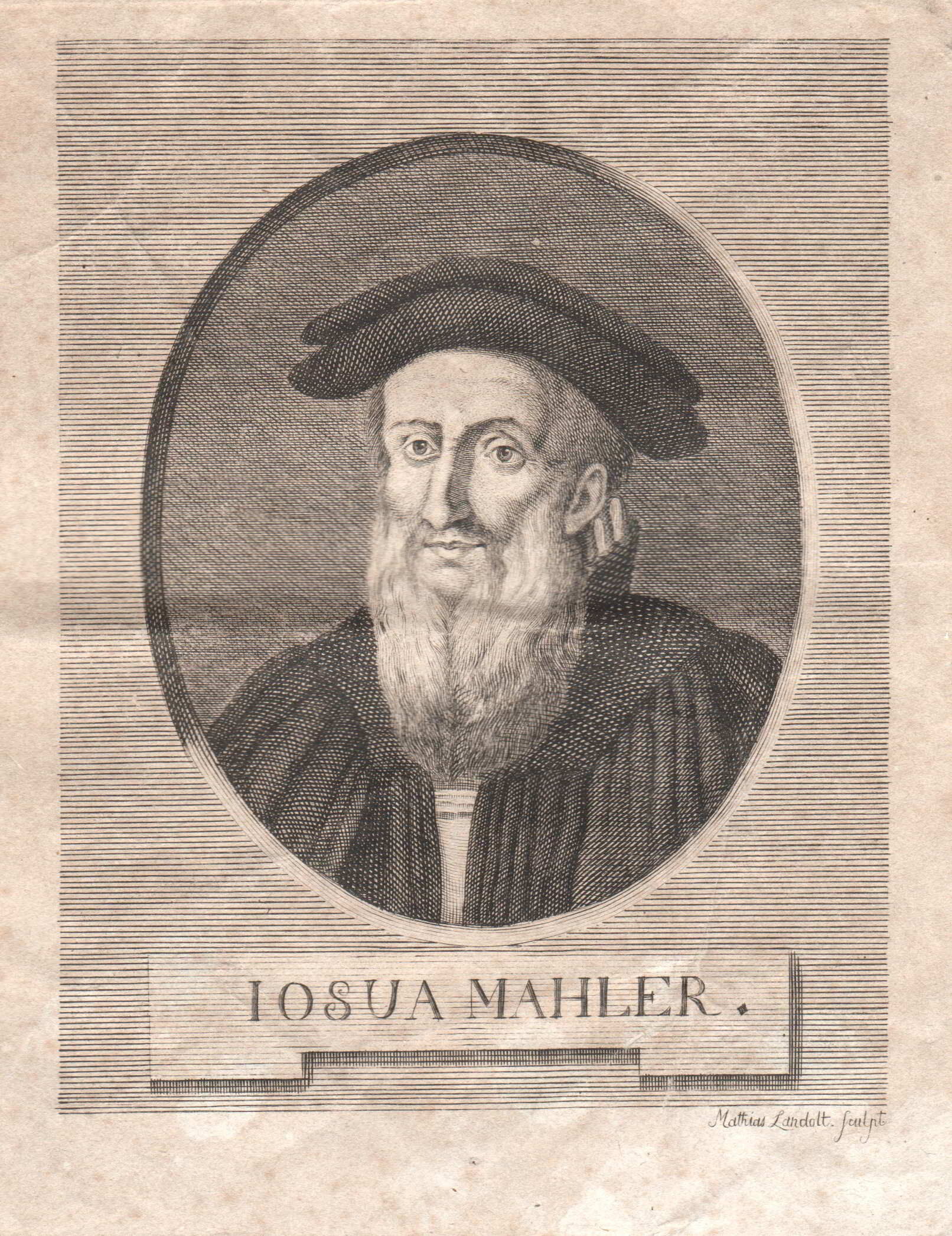
Josua Maaler; * 15. Juni

### Geburtsdatum gesichert
- 24. März: Nicolaus Kistner, deutscher Humanist, Jurist und Lyriker († 1583)
- 25. April: Francesco Patrizi da Cherso, venezianischer Humanist, Philosoph, Schriftsteller, Literatur-, Staats- und Geschichtstheoretiker, Militärwissenschaftler und Dichter kroatischer Abkunft († 1597)
- 7. Juni: Étienne Pasquier, französischer Jurist und Literat († 1615)
- 15. Juni: Josua Maaler, Schweizer Pfarrer und Lexikograf († 1599)
- 28. September: Abraham Buchholzer, deutscher evangelischer Theologe, Pädagoge und Historiker († 1584)

- 11. Dezember: Fulvio Orsini, italienischer Späthumanist, Altertumsforscher („Antiquar“) und Bibliothekar († 1600)

### Genaues Geburtsdatum unbekannt
- Guy Du Faur, Seigneur de Pibrac, französischer Jurist und Richter, Diplomat und Dichter († 1584)
- Olivier de Magny, französischer Dichter († 1561)

### Geboren um 1529
- John Halle, englischer Chirurg, Dichter und Autor medizinischer Abhandlungen († um 1566)

## Gestorben

Baldassare Castiglione; † 8. Februar

### Todesdatum gesichert
- 20. Januar: Gregor Breitkopf, deutscher Humanist (* um 1472)
- 4. Februar: Ludwig Hätzer, Schweizer Publizist und Bibelübersetzer, Märtyrer der Täuferbewegung (* um 1500)
- 8. Februar: Baldassare Castiglione, italienischer Höfling, Diplomat und Schriftsteller (* 1478)
- 17. April: Louis de Berquin, französischer Humanist, Jurist, Staatsbeamter, Sprachwissenschaftler und Reformator (* um 1485)
- 19. April: Johannes Cuspinian, Humanist, Dichter und Diplomat in habsburgischen Diensten (* 1473)
- 10. Mai: Luigi da Porto, italienischer Autor (* 1485)
- 21. Juni: John Skelton, englischer Dramatiker (* um 1460)

### Genaues Todesdatum unbekannt
- Konrad Kachelofen, deutscher Buchdrucker (* um 1450)
- Andrea Navagero, italienischer Humanist und Dichter (* 1483)[2]
- Ordo Stenmel, deutscher Domlektor und Prediger (* 1470)
- Wang Shouren, chinesischer Philosoph neokonfuzianistischer Tradition (* 1472)